# Protest Song (album)
Albums de Médine
Made In
(2012) Démineur
(2015)
Protest Song est le 4e album studio du rappeur français Médine sorti le 24 juin 2013.

## Liste des pistes
| No  | Titre                                       | Producteur(s)                    | Durée |
| --- | ------------------------------------------- | -------------------------------- | ----- |
| 1.  | Protest Song                                | Blastar                          | 6:08  |
| 2.  | Oracle                                      | Rudolphe Barray, Alassane Konaté | 4:53  |
| 3.  | Double audition (feat. Brav)                | Rudolphe Barray, Alassane Konaté | 3:52  |
| 4.  | Blokkk identitaire (feat. Youssoupha)       | Rudolphe Barray, Alassane Konaté | 5:19  |
| 5.  | Enfant du destin (Daoud)                    | Rudolphe Barray, Alassane Konaté | 4:44  |
| 6.  | Courage fuyons (feat. Orelsan)              | Skalpovich                       | 4:58  |
| 7.  | Le Bruit qui pense                          | Rudolphe Barray, Alassane Konaté | 4:19  |
| 8.  | Cadavre exquis (feat. Tiers Monde & Alivor) | Rudolphe Barray, Alassane Konaté | 4:49  |
| 9.  | D'arobaz à zéro                             | Rudolphe Barray, Alassane Konaté | 4:17  |
| 10. | Home (feat. Nassi)                          | Skalpovich                       | 3:45  |
| 11. | Iceberg                                     | Rudolphe Barray, Alassane Konaté | 5:01  |
| 12. | Besoin d'évolution                          | Rudolphe Barray, Alassane Konaté | 5:22  |
| 13. | Biopic (feat. Kayna Samet)                  | Rudolphe Barray, Alassane Konaté | 10:59 |

## Classements
| Charts                       | Meilleure position |
| ---------------------------- | ------------------ |
| France (SNEP)                | 9                  |
| Suisse (Schweizer Hitparade) | 82                 |
| Belgique (Wallonie Ultratop) | 25                 |